# Ignacio Vleming
Ignacio Vleming (Madrid, 1981) es un poeta y periodista español.

## Biografía
Nació en Madrid en 1981. Es licenciado en Historia del arte y Comunicación audiovisual por la Universidad Complutense de Madrid.

### Trayectoria
Trabaja como redactor para Madrid Destino, escribiendo reportajes y guionizando vídeos sobre arte, cultura y turismo.Entre 2017 y 2019 dirigió junto Victor Castro El Afilador, un espacio radiofónico en el que tenía cabida «todo lo que se sitúa en las periferias del arte: diseño, publicidad, cómic, ilustración, circo, títeres, danza, creación sonora, poesía…» y que emitía M21 Radio. Además escribe sobre historia, arquitectura y espectáculos en diferentes medios, como por ejemplo El Viajero de El País,Ajoblanco, El Duende de Madrid, Quimera, Cuadernos del Minotauro, esMADRID.com,Letras Libres o El Asombrario de Público.
Se ha ocupado de la dirección de arte y la dramaturgia de proyectos en piezas de AVA Dance Company: Provisional landscapes (2014),Evidencia (2015),No Woman's Land (2019),The Protocol (2021),y Nijinska (2023).
Ha participado en Cosmopoética, La Noche de los Libros, el Festival Ñ, Poético Festival, Los viernes de la Cacharrería, Aqueteleo, el ciclo Antes que todo del CA2M, Contemporary Spanish Poets o Concéntrico. 
Como traductor ha vertido del italiano poemas de Michelangelo Buonarroti y de Jacopo Sannazaro, incluidos en la antología Sextinas. Pasado y presente de una forma poética (2011) y, junto al profesor Leonardo Vilei, La muchacha Carla de Elio Pagliarani (2017), que obtuvo el Premio Nacional Elio Pagliarani al Mejor Proyecto de Traducción, 2016.
Es autor de los poemarios Clima artificial de primavera (V Premio de Poesía Joven “Pablo García Baena”, 2011), Cartón fósil (2016) y La revolución exquisita (2022).
Otras obras suyas son el cuaderno de ejercicios sobre arte Inspiración instantánea (2013), Madrid interior (2015) y el ensayo con personajes Fisura (2018), que reflexiona en torno al uso potencial de los espacios residuales de la ciudad.

## Obra

### Poesía
- Clima artificial de primavera. La Bella Varsovia, Córdoba, 2012. ISBN 978-84-939329-9-2.
- Cartón fósil. La Bella Varsovia, Madrid, 2016. ISBN 978-84-944323-6-1.
- La revolución exquisita. La Bella Varsovia, Barcelona, 2022. ISBN 978-84-124379-7-3.

### Ficción
- El pingüino Pepito: un poema cuento para Akira. La Bella Varsovia, Madrid, 2019. Con ilustraciones de Carmen Soler. ISBN 978-84-120475-8-5.

### Otros géneros
- Inspiración instantánea. Modernito Books, Madrid, 2013. Con ilustraciones de Oriol Malet. ISBN 978-84-939502-8-6.
- Madrid interior : fotografía de una ciudad. Rúa, Madrid, 2015. Con fotografías de Asier Rúa. ISBN 978-84-943565-0-6.
- Fisura. Rúa, Madrid, 2017. ISBN 978-84-943565-1-3.
- Tarea doméstica. Rúa, Madrid, 2023. Con Izaskun Chinchilla, Lorenzo Castillo, María Díaz del Río, Teresa Sapey, Erico Navazo y Ianko López. ISBN 978-84-943565-4-4.

## Premios y reconocimientos
- V Premio de Poesía Joven “Pablo García Baena” (2012) por Clima artificial de primavera.[1]
- Premio Nacional Elio Pagliarani al Mejor Proyecto de Traducción, 2016, por La muchacha Carla.[12]